# Liste ehemaliger österreichischer Rekorde im Bahnradsport
In dieser Liste werden ehemalige, nicht  mehr aktuelle österreichische Rekorde im Bahnradsport aufgelistet. Die aktuellen Rekorde führt die Liste der österreichischen Rekorde im Bahnradsport auf.

## Frauen
| Disziplin                   | Name         | Zeit     | Datum           | Ort                                 | Veranstaltung |
| --------------------------- | ------------ | -------- | --------------- | ----------------------------------- | ------------- |
| 200 Meter, fliegender Start | Pelin Cizgin | 11,992 s | 1. Oktober 2010 | Centre_Mondial_du_Cyclisme in Aigle |               |

## Männer
| Disziplin              | Name            | Zeit         | Datum             | Ort                                 | Veranstaltung                                        |
| ---------------------- | --------------- | ------------ | ----------------- | ----------------------------------- | ---------------------------------------------------- |
| 4000 m Einerverfolgung | Felix Ritzinger | 4:28,273 min | 6. September 2018 | Ferry-Dusika -Hallenstadion in Wien | Österreichische Meisterschaften im Bahnradsport 2018 |
| 4000 m Einerverfolgung | Dietmar Müller  | 4:29,52 min  | 13. Juli 1994     | Ferry-Dusika -Hallenstadion in Wien |                                                      |
| Stundenrekord          | Roland Garber   | 45,204 km    | 7. September 2006 | Ferry-Dusika -Hallenstadion in Wien |                                                      |

## Juniorinnen
| Disziplin              | Name              | Zeit         | Datum        | Ort                             | Veranstaltung                                    |
| ---------------------- | ----------------- | ------------ | ------------ | ------------------------------- | ------------------------------------------------ |
| 2000 m Einerverfolgung | Marlene Schilling | 2:39,981 min | 9. Juli 2013 | Velódromo Nacional in Sangalhos | UEC-Bahn-Europameisterschaften der Junioren 2013 |

## Junioren
| Disziplin                    | Name                                                        | Zeit         | Datum           | Ort                                | Veranstaltung                                      |
| ---------------------------- | ----------------------------------------------------------- | ------------ | --------------- | ---------------------------------- | -------------------------------------------------- |
| 200 Meter, fliegender Start  | Julian Rechberger                                           | 11,067 s     | 18. Mai 2013    | Ferry-Dusika-Hallenstadion in Wien |                                                    |
| 4000 m Mannschaftsverfolgung | Lukas Viehberger Valentin Götzinger Tim Wafler Paul Buschek | 4:31,895 min | 12. Januar 2018 | Omnisport in Apeldoorn             | International Junior Contest „The Next Generation“ |
| 4000 m Mannschaftsverfolgung | Patrik Gelosky Felix Kaineder Michael Kocner Michael Singer | 4:33,336 min | 19. Juni 2005   | Ferry-Dusika-Hallenstadion in Wien | Junioren-Grand Prix                                |